# Tiny Hoekstra
Tiny Hoekstra (* 15. September 1996 in Rinsumageest) ist eine niederländische Fußballspielerin.

## Karriere

### Verein
Hoekstra startete ihre Laufbahn beim SC Heerenveen und kam hier in der Saison 2012/13 der BeNe League erstmals zum Einsatz. Aufmerksamkeit bekam sie bei einem Interview nach einer Partie im Oktober 2018, als sie ihre Antworten auf friesisch geben wollte, jedoch darum gebeten wurde, das Interview stattdessen in Niederländisch stattfinden zu lassen, damit es keine Untertitel braucht. Nach knapp zehn Jahren und einigen Toren in den jeweiligen Spielzeiten kehrte sie ihrem Stammverein im Mai 2021 den Rücken und schloss einen auf ein Jahr datierten Vertrag bei Ajax Amsterdam. Für Ajax ist sie auch noch heute aktiv.

### Nationalmannschaft
Im Jahr 2012 hatte Hoekstra einige Einsätze für die niederländische U17 innerhalb der Qualifikation für die Europameisterschaft 2013 und war anschließend noch für die U19 im Einsatz. Mit dieser nahm sie ab 2014 an der Qualifikation für die Europameisterschaft 2014 teil und gewann die dortige Gruppe. In der Endrunde sind von ihr jedoch keine Einsätze bekannt.
In der Vorbereitung für die Weltmeisterschaft 2023 wurde sie Ende Mai 2023 in den vorläufigen Kader der niederländischen A-Nationalmannschaft berufen. Später gehörte sie nicht dem finalen Kader bei der WM an.